# Moschea di Fiume
La moschea di Fiume (in croato Riječka džamija), ufficialmente chiamata Centro islamico di Fiume (Islamski centar Rijeka), è una moschea situata a Fiume, in Croazia. L'edificio di culto è stato costruito tra il 2009 e il 2013 lungo l'autostrada A7 nella frazione di Zamet Superiore e serve oltre 9.000 fedeli, principalmente immigrati bosniaci e albanesi che vivono o lavorano nella contea di Fiume o nella Regione litoraneo-montana. Si tratta della terza moschea costruita in Croazia, dopo quelle di Gunja (inaugurata nel 1969) e di Zagabria (aperta nel 1987).

## Storia

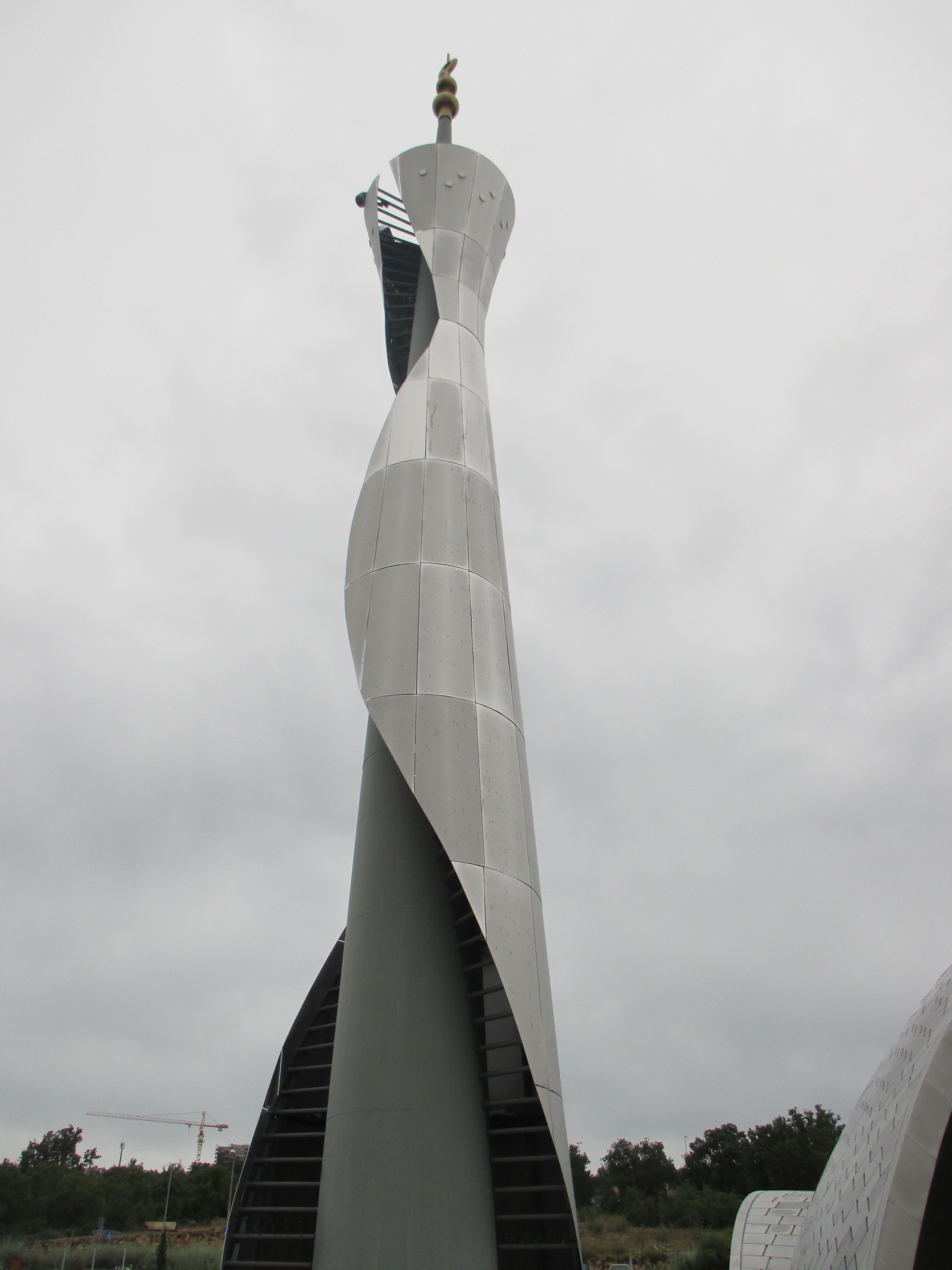
Minareto

Nel 1966 fu fondata la Federazione islamica di Fiume, che nel 1968 espresse la volontà di creare un centro islamico nella città. Tuttavia, la costruzione della moschea e del centro islamico venne ritardata per vari motivi, anche per l'opposizione delle autorità pubbliche o dell'opinione pubblica locale.
Il 3 ottobre 2009 fu posata la prima pietra della moschea, progettata dallo scultore Dušan Džamonja e dagli architetti Darko Vlahovic e Branko Vucinovic. Il complesso è costato 76 milioni di kune (7,4 milioni di euro), finanziato dallo stato del Qatar e dall'emiro Hamad bin Khalifa al-Thani, oltre alle donazioni private dei musulmani che vivono in Croazia.
Il centro islamico di Fiume è stato inaugurato il 4 maggio 2013 alla presenza di circa 20.000 persone

## Architettura
Il centro islamico di Fiume si sviluppa su una superficie di 5.291 metri quadrati, di cui 3.612 metri quadrati coperti e 1.679 metri quadrati di superficie semiaperta o parzialmente coperta. L'area coperta della moschea può ospitare fino a 1.200-1.400 visitatori. L'altezza del minareto è di 23 metri.
La moschea è costituita da sei cupole monumentali ricoperte da lastre di acciaio inossidabile. La luce, passando attraverso le fessure in vetro poste tra le mezze sfere, forma a terra il simbolo islamico della mezzaluna crescente. La piazza antistante è ricoperta di lastre in marmo di travertino con un colore che richiama la sabbia del deserto. Sono altresì presenti tre fontane.

## Galleria d'immagini

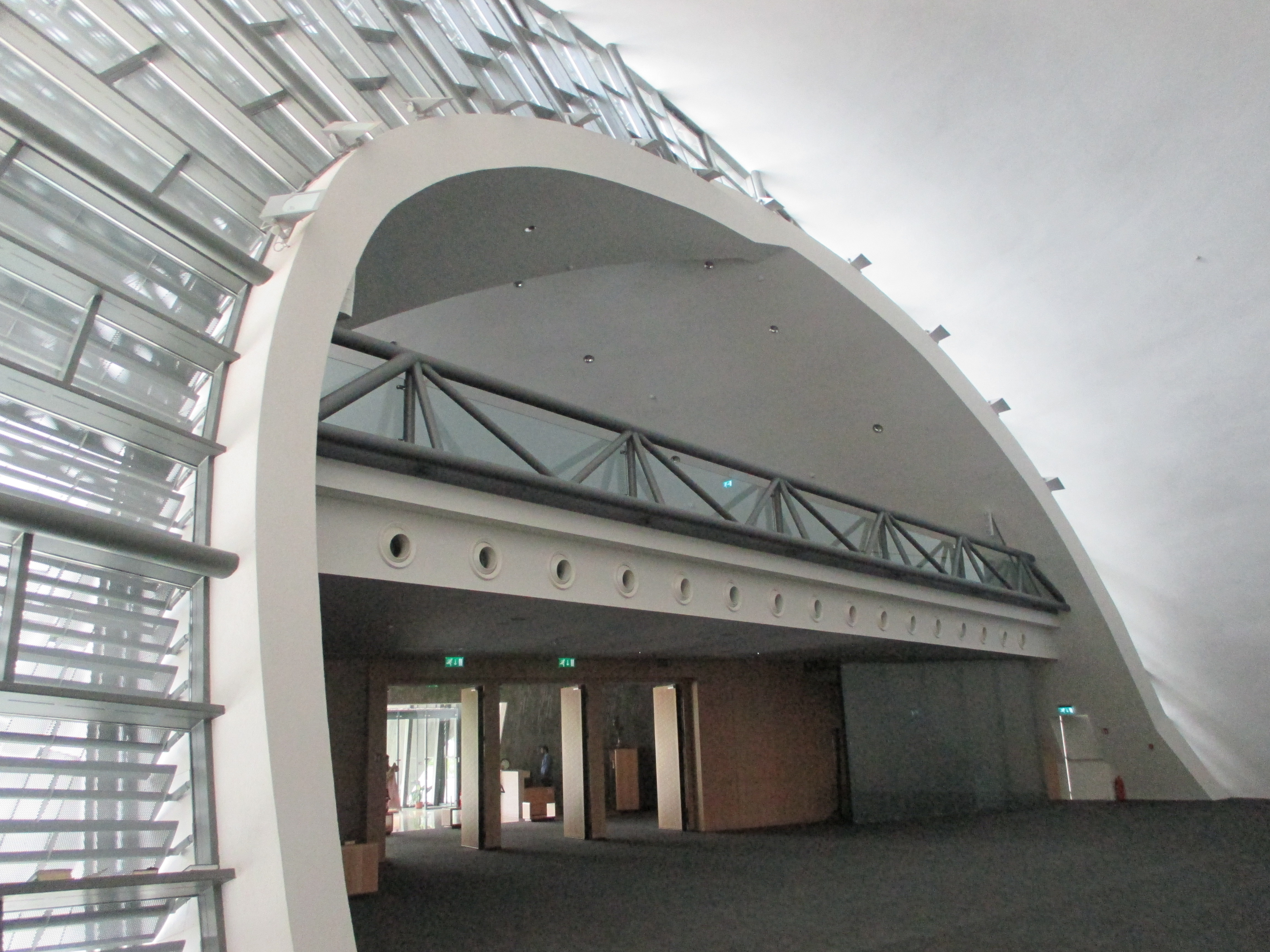
Interno della moschea
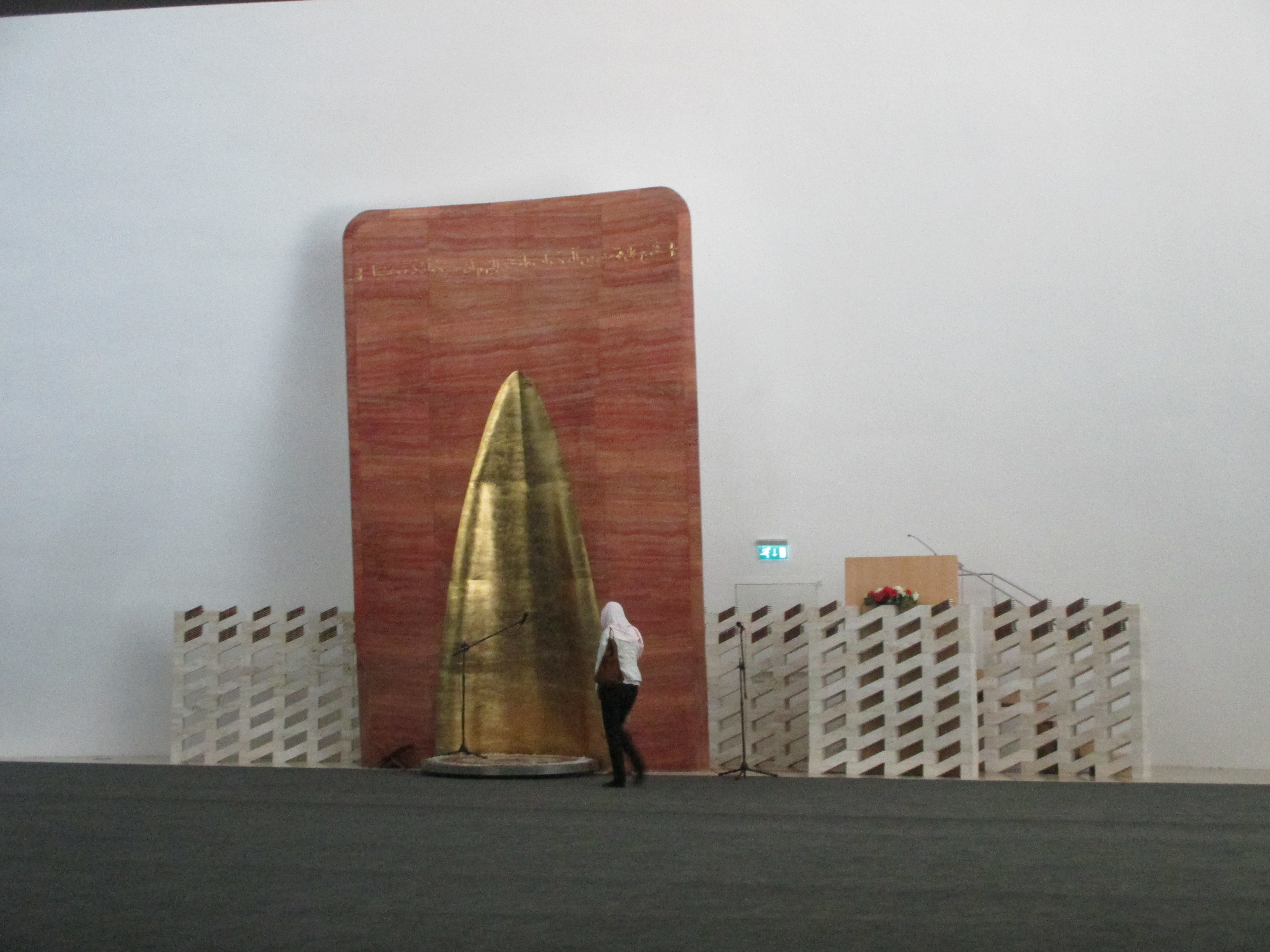
Miḥrāb
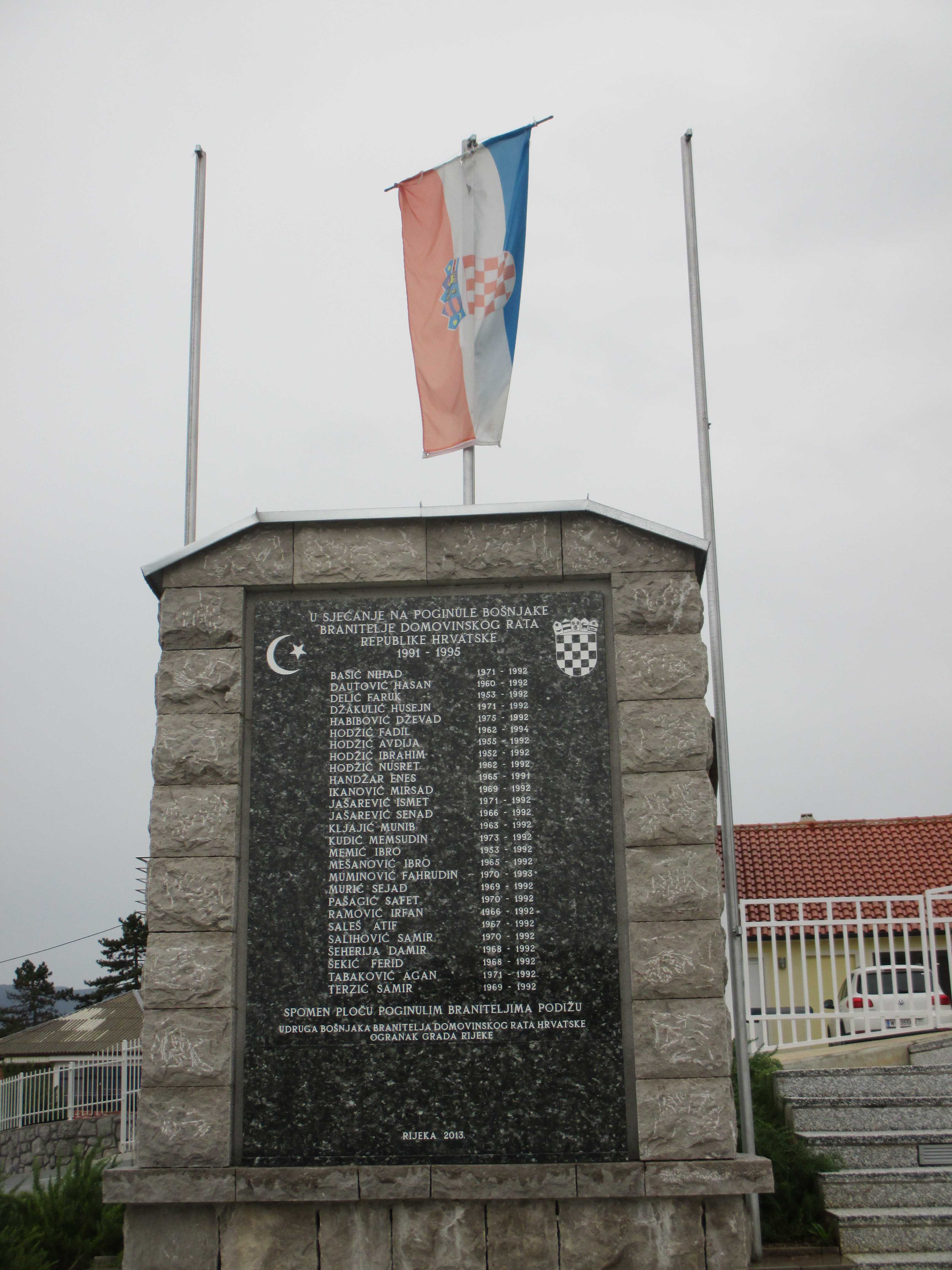
Monumento ai difensori bosgnacchi
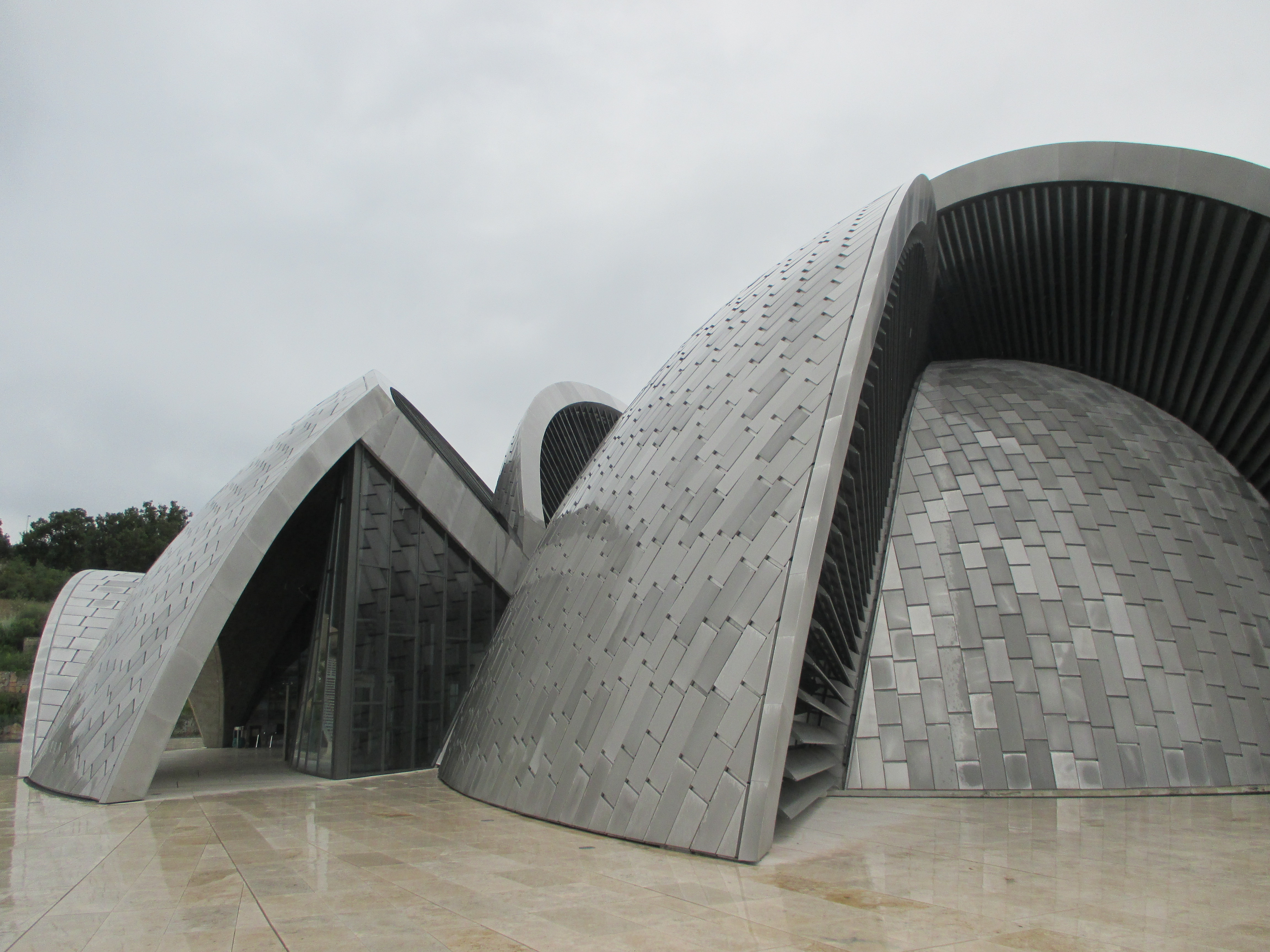
Particolare
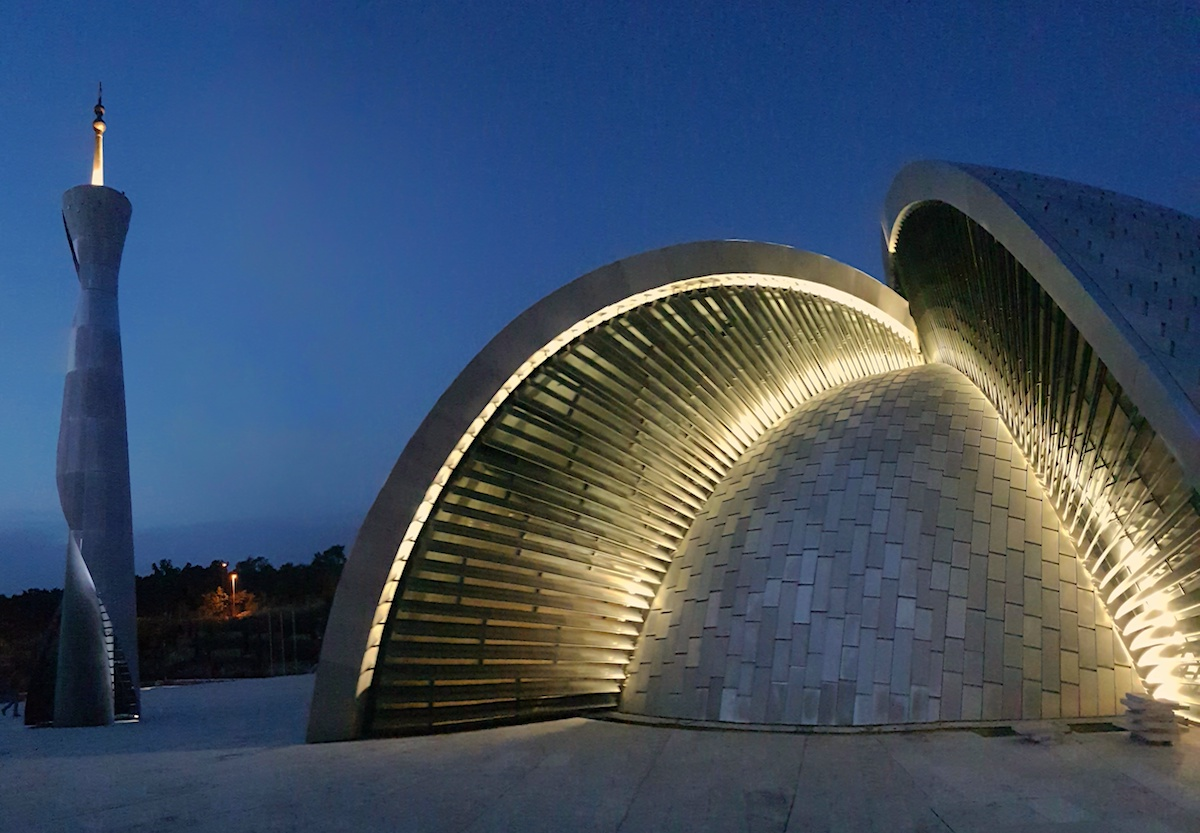
Vista notturna